# 嘉陵区
嘉陵区（かりょう-く）は中華人民共和国四川省南充市に位置する市轄区。

## 地理
嘉陵区の上流に位置する広安区と高坪区の行政区境に沿って嘉陵江流れ、対岸を広安市岳池県と接しながら最終的に長江へと流れる。

## 行政区画
下部に6街道、17鎮、2郷を管轄する。
- 街道:火花街道、鳳埡街道、都尉街道、文峰街道、西興街道、南湖街道
- 鎮:曲水鎮、李渡鎮、吉安鎮、竜嶺鎮、金鳳鎮、安福鎮、安平鎮、世陽鎮、大通鎮、一立鎮、竜蟠鎮、里壩鎮、金宝鎮、三会鎮、双桂鎮、七宝寺鎮、河西鎮
- 郷:塩渓郷、大興郷

## 交通
道路
高速道路
- 蘭海高速道路（広南高速道路（中国語版）を兼ねる）
- 遂西高速道路（中国語版）

国道
- G212国道
- G318国道

## 健康・医療・衛生
- 嘉陵区人民医院
- 嘉陵区第二人民医院
- 嘉陵区第三人民医院
- 嘉陵区婦幼保健院
- 嘉陵区衛生防疫站